# Whitehorn
Whitehorn är ett berg i Kanada.   Det ligger i provinsen Alberta, i den centrala delen av landet, 3 000 km väster om huvudstaden Ottawa. Toppen på Whitehorn är 2 647 meter över havet, eller 182 meter över den omgivande terrängen. Bredden vid basen är 2,3 km.
Terrängen runt Whitehorn är varierad.Trakten runt Whitehorn är nära nog obefolkad, med mindre än två invånare per kvadratkilometer.. Närmaste större samhälle är Lake Louise, 5,4 km sydväst om Whitehorn. 
Trakten runt Whitehorn består i huvudsak av gräsmarker.